# Robert Lewandowski
Robert Lewandowski (pronunciado /ˈrɔbɛrt lɛvanˈdɔfskʲi/ (escucharⓘ)) (Varsovia, Mazovia, 21 de agosto de 1988) es un futbolista polaco que juega de delantero en el F. C. Barcelona de la Primera División de España. Es internacional con la selección de Polonia.
Considerado como uno de los mejores delanteros del mundo, y de la historia, es el tercer máximo goleador de la historia del campeonato alemán (segundo de la Bundesliga). Ostenta algunas de las mejores marcas al ser el autor del triplete, cuadruplete y quintuplete más rápidos en un mismo encuentro. Se unen al registro de ser el suplente que más goles marcó tras ingresar a un partido como sus cuatro récord Guinness reconocidos.
Su carrera profesional comenzó a principios de 2005 en el Delta Varsovia. A mediados de ese mismo año fue transferido al Legia de Varsovia, donde jugó en el equipo filial. En 2006 se trasladó al Znicz Pruszków, donde fue máximo goleador en dos ocasiones. En 2008 se trasladó al Lech Poznań de la Primera División de Polonia, ganando la Ekstraklasa 2009-10, siendo el máximo goleador. En 2010, fue transferido al Borussia Dortmund alemán dirigido por Jürgen Klopp por 4,5 millones de euros, donde ganó varios títulos incluyendo dos Bundesliga consecutivas, y el premio al máximo goleador de la liga. En 2013, también participó con el Dortmund en la final de la Liga de Campeones de la UEFA. Antes del inicio de la temporada 2014-15 fichó por el que había sido un rival directo del Dortmund en las últimas temporadas, el máximo campeón alemán, el Bayern de Múnich. En Bayern, ganó el título de la Bundesliga en cada una de sus primeras ocho temporadas. Lewandowski fue parte integral de la victoria del Bayern en la Liga de Campeones de la UEFA en 2019-20 como parte de un triplete. Es uno de los dos únicos jugadores, junto a Johan Cruyff, en lograr el triplete europeo, siendo el máximo goleador en las tres competiciones, y el primero en hacerlo como único máximo goleador.
Internacional absoluto con Polonia desde 2008, Lewandowski ha jugado más de 130 partidos internacionales y fue miembro de su equipo en la Eurocopa de 2012, Eurocopa 2016, la Copa Mundial de la FIFA 2018 y la Eurocopa 2020. Con 84 goles internacionales es el máximo goleador de todos los tiempos de Polonia. Es el único futbolista polaco en marcar goles durante tres torneos finales del Campeonato de Europa. Ganó el premio al mejor goleador internacional del mundo de la IFFHS en 2015 y 2021, el premio al mejor goleador del mundo de la IFFHS en 2020 y 2021 y el premio al mejor goleador de la división mundial de la IFFHS en 2021. También ganó el premio al mejor jugador del mundo de la IFFHS en 2020 y 2021, y la Bota de Oro europea para las temporadas 2020-21 y 2021-22. Además, ha sido nombrado el Futbolista Polaco del Año diez veces y la Personalidad Deportiva Polaca del Año tres veces. Con 26 trofeos es el futbolista polaco más exitoso de la historia.
En 2020, ganó el premio al mejor jugador masculino de la FIFA (retenido en 2021) y el premio al jugador masculino del año de la UEFA. Ha sido nombrado en el Equipo del Año de la UEFA dos veces y Equipo de la Temporada de la Liga de Campeones de la UEFA cuatro veces, y es el tercer máximo goleador en la historia de la competición. También ha sido nombrado Jugador de la Temporada de la VDV Bundesliga cinco veces, un récord. Ha anotado más de 300 goles en la Bundesliga (el segundo máximo goleador de todos los tiempos en la Bundesliga, solo detrás de los 365 goles de la Bundesliga de Gerd Müller), habiendo alcanzado la marca del siglo más rápido que cualquier otro jugador extranjero, y es el mejor jugador de la liga, es el máximo goleador extranjero de todos los tiempos. Además, ganó el premio al máximo goleador de la Bundesliga en siete temporadas, de manera más destacada en la Bundesliga 2020-21, donde anotó 41 goles en una sola campaña, rompiendo el récord anterior de Gerd Müller en la Bundesliga de 40 goles, establecido en 1971-72. El 30 de noviembre de 2021, terminó segundo en el Balón de Oro.
Es galardonado con el Gran Premio Honorífico del Deporte del Comité Olímpico Polaco por sus logros en 2020, así como el mejor goleador del mundo en 2020 y miembro del equipo de la década según la Federación Internacional de Historiadores y Estadísticas del Fútbol. En 2020, fue reconocido por la Asociación Mundial de Prensa Deportiva (AIPS) como el Mejor Atleta Masculino del Año en Europa y el doble del mundo en 2020 y 2021, además, fue reconocido el atleta del año en Europa en la encuesta PAP y el hombre más influyente en el deporte polaco según la revista Forbes. En 2021, recibió la Cruz de Comandante de la Orden de Polonia Restituta por "logros deportivos sobresalientes y promoción de Polonia en el ámbito internacional". Es licenciado en Educación Física y Deporte por la Wyższa Szkoła de Varsovia.

## Trayectoria

### Inicios en Polonia

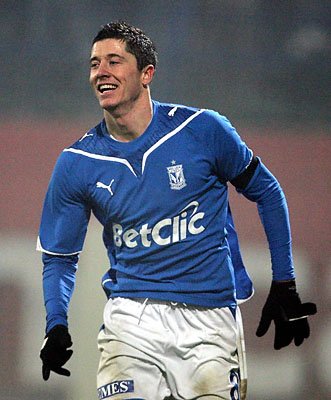
Robert Lewandowski jugando con Lech Poznań en la temporada 2009-10 de la Ekstraklasa.

La carrera profesional de Lewandowski comenzó en 2005 con el filial del Legia Varsovia. En la temporada 2006-2007, Lewandowski fue el máximo artillero de la II Liga, donde anotó un total de 15 goles, ayudando al Znicz Pruszków a conseguir el ascenso a la I Liga. En la siguiente temporada fue el máximo anotador de la I Liga, logrando anotar un total de 21 goles, lo que le llevó a ser objeto de interés para uno de los clubes históricos de Polonia, el Lech Poznań.
En junio de 2008, Lech Poznań fichó a Lewandowski por una suma de 1.5 millones de zlotys de la época (380 000 €). A inicios de ese mismo mes, el representante de Lewandowski, Cezary Kucharski, le hizo una oferta para jugar en el Real Sporting de Gijón de España, que acababa de ascender a la Primera División de España después de 10 años de ausencia. Al final el Sporting de Gijón se negó a ficharlo por su alto coste.
Hizo su debut con el Lech Poznań en julio de 2008 como sustituto en un partido de la primera ronda de clasificación para la Copa de la UEFA ante el FK Khazar Lankaran de Azerbaiyán. En ese partido, Lewandowski anotó el único gol del partido. Durante su debut en la Ekstraklasa, en un partido ante el GKS Bełchatów, marcó un gran gol con tan solo cuatro minutos de haber ingresado al partido. En su primera temporada en la Ekstraklasa, la temporada 2008-09, Lewandowski fue el segundo máximo anotador, con 14 goles, y también ganó la Copa de Polonia y la Supercopa de Polonia. En la siguiente temporada fue el máximo anotador del campeonato con 18 tantos y ayudó a su equipo a ganar la Ekstraklasa.

### Borussia Dortmund

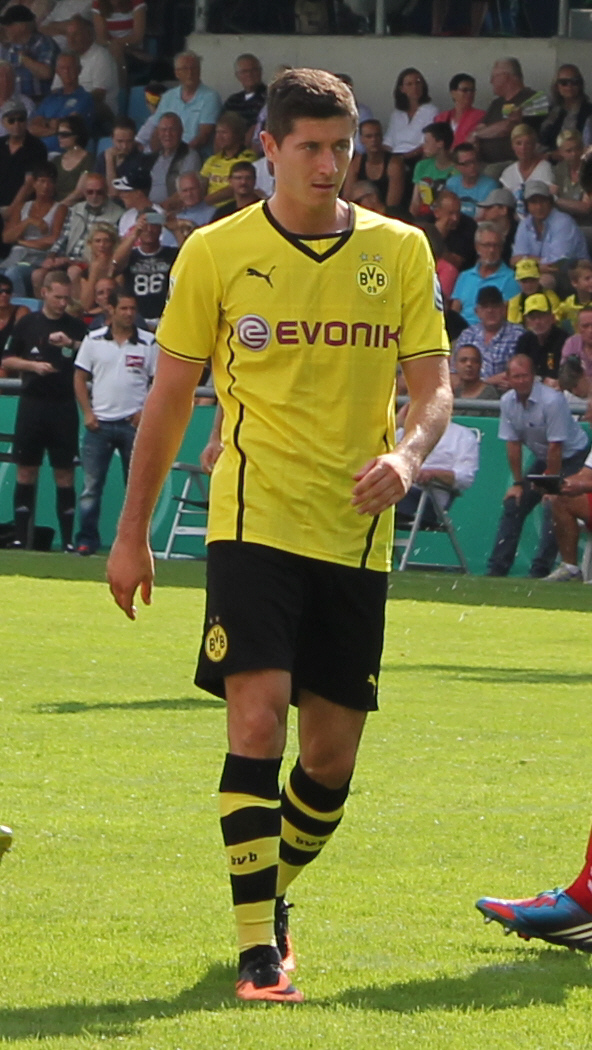
Lewandowski en 2013 con el Borussia Dortmund.

Después de especulaciones de la prensa asegurando que Robert Lewandowski saldría del Lech Poznań para jugar en un equipo de una liga de mayor nivel que el de la Ekstraklasa, en junio de 2010 se confirmó que había sido traspasado al Borussia Dortmund de la Bundesliga de Alemania por una suma de €4,5 millones, firmando un contrato por cuatro años. Debutó con el Borussia Dortmund el 22 de agosto en una derrota ante el Bayer Leverkusen. Anotó su primer gol con el club, el 19 de septiembre contra el Schalke 04 en el triunfo 3-1 a favor del Borussia Dortmund. En su primera campaña, con un papel secundario, logró el título de Bundesliga bajo las órdenes de Jürgen Klopp. En su segunda campaña se hizo con la titularidad, en parte, debido a la lesión del delantero titular Lucas Barrios. El 1 de octubre de 2011, Lewandowski marcó su primer hat-trick con el club y también dio una asistencia en una victoria por 4-1 contra el FC Augsburgo en el Signal Iduna Park. Marcó su primer gol en la Liga de Campeones de la UEFA el 19 de octubre, donde su club perdió 3-1 contra Olympiakos. Nuevamente, se proclamó campeón de la Bundesliga ahora con un papel protagonista, siendo el máximo goleador del equipo de la temporada en liga con 22 goles. Además, marcó un hat-trick en la final de la Copa de Alemania en la que derrotaron por 5 a 2 al Bayern de Múnich.
La campaña 2012-13 fue la de su eclosión goleadora en la Liga de Campeones, competición en la que ya había marcado un gol en la campaña anterior. Anotó diez goles en trece partidos, llegando a alcanzar la final en la que cayeron derrotados por 2 a 1 ante el Bayern. Para el recuerdo dejó el cuadruplete de goles ante una victoria por 4-1 contra el Real Madrid en la ida de semifinales, el 24 de abril de 2013, siendo el primer jugador en marcar 4 goles en una semifinal de Liga de Campeones. Sus 4 goles finalmente resultaron en la eliminación del Real Madrid, y ayudaron a su club llegar a la final, donde perdieron contra el Bayern Múnich. En Bundesliga, marcó durante doce jornadas consecutivas y logró su mejor registro goleador con 24 goles, uno menos que Stefan Kießling.
Su cuarta temporada en el club comenzó con el título de la Supercopa de Alemania, después de derrotar al Bayern. Al contrario que en la anterior Supercopa, Lewandowski no marcó ningún gol. El 4 de enero de 2014 se hizo oficial su traspaso a coste cero al Bayern al acabar la temporada. Continuó en el club amarillo, con el que se proclamó máximo goleador de la Bundesliga con 20 tantos.
El 24 de febrero, él marcó un doblete en una victoria de 4-2 contra Zenit de San Petersburgo en los octavos de final de la Liga de Campeones de la UEFA, convirtiéndose en el máximo goleador del club en competición Europea, y a la vez sobrepasando el récord de 16 goles hecho por Stéphane Chapuisat.

### Bayern de Múnich

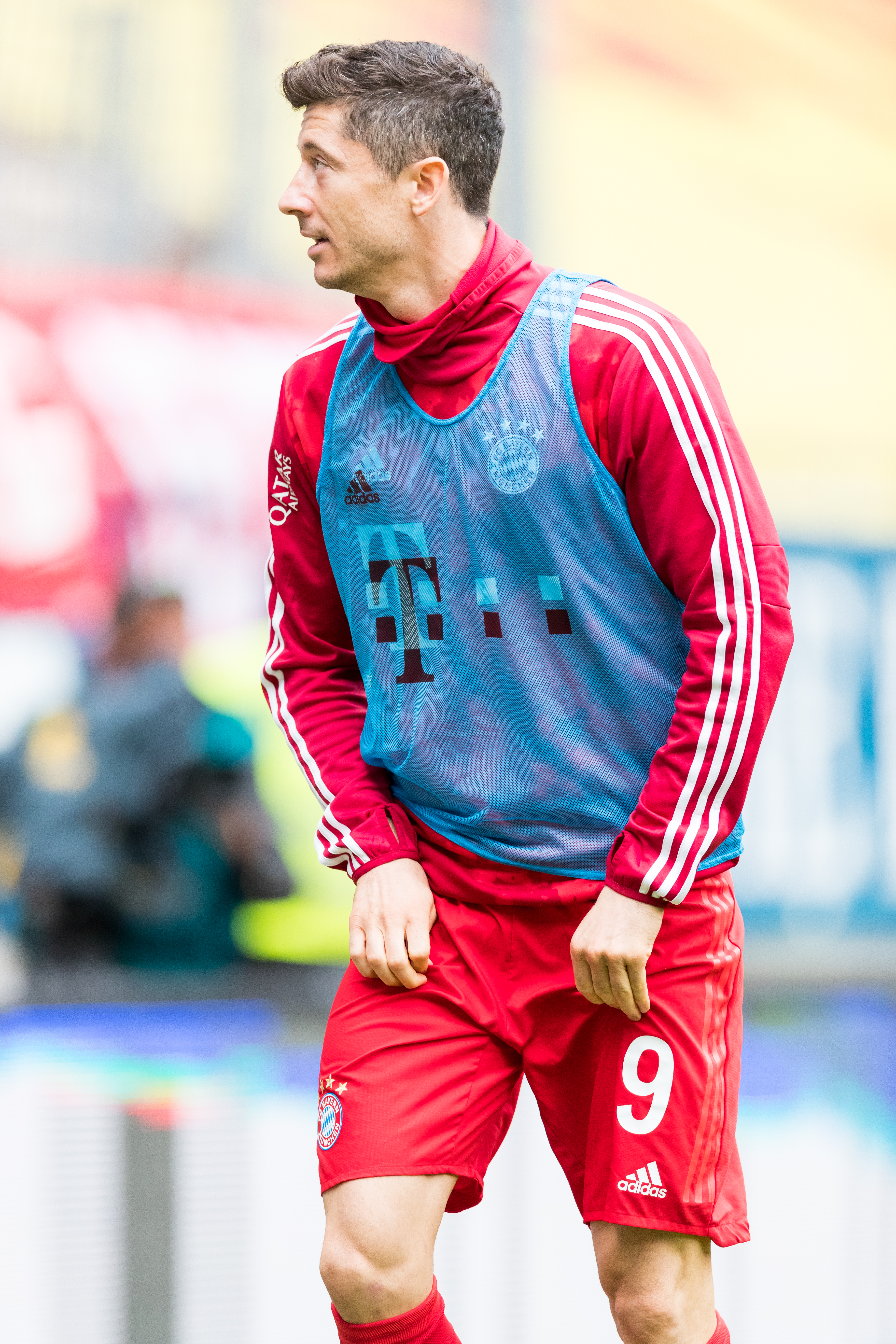
Lewandowski en 2019.

Lewandowski fue presentado oficialmente como jugador del Bayern de Múnich el 9 de julio de 2014. Hizo su debut oficial en la derrota (2-0) ante el Borussia Dortmund, en la Supercopa, el 13 de agosto de 2014. Su debut con el Bayern Múnich en la 1. Bundesliga se produciría en la victoria por 2-1 frente al Vfl Wolfsburg. Anotó su primer gol en el empate 1-1 ante el Schalke 04 en su segundo partido de liga el 30 de agosto. En su primera campaña en el gigante bávaro, conquistó su tercer título de Bundesliga aunque no pudo reeditar su trofeo de máximo goleador que fue obtenido por Meier.
El 22 de septiembre de 2015, Lewandowski fue autor de los cinco goles con los que el Bayern derrotó al VfL Wolfsburgo en un partido de Bundesliga. Tras el descanso, momento en el cual su equipo caía por 1 a 0, el futbolista ingresó al campo de juego. En el minuto 51 anotó el primero de los cinco tantos, en un corto lapso de nueve minutos, lo cual fue todo un récord. Dichos goles le valieron cuatro récords Guinness: el triplete, cuadruplete y quintuplete más rápidos en la historia de la Bundesliga, así como el suplente que más goles marcó tras ingresar al campo en esa misma competición. En los siguientes dos partidos convirtió un doblete (3-0 ante Mainz como visitante) y un hat-trick (5-0 al Dinamo Zagreb), convirtiendo así diez goles en una semana. Posteriormente, fue vital en la remontada del Bayern de Múnich a la Juventus en la que su gol sirvió para que el Bayern remontara un 2-0 en contra y lo convirtieran en un 4-2 tras la prórroga. En Bundesliga anotó 30 goles, algo que no se lograba desde que Dieter Müller en 1977.
Comenzó la temporada 2016-17 logrando dos hat-trick: uno en Copa al Carl Zeiss Jena y otro ante el Werder Bremen en Bundesliga. Alcanzó la treintena de goles por segunda vez consecutiva en Liga, aunque Aubameyang fue el máximo goleador, y mejoró su registro goleador en una temporada al anotar 43 tantos, uno más que en la anterior.
En su cuarta temporada en el club bávaro fue máximo goleador de la Bundesliga con 29 tantos, además de registrar más de cuarenta goles entre todas las competiciones por tercera temporada consecutiva.
El 12 de agosto de 2018 marcó un nuevo hat-trick en el triunfo ante el Eintracht Frankfurt (0-5) en la final de la Supercopa de Alemania. El 8 de marzo, tras un doblete al Wolfsburgo, se convirtió en el máximo goleador extranjero de toda la historia de la Bundesliga superando a Claudio Pizarro con 197 goles.
El 26 de octubre de 2019, el Bayern de Múnich, vence por 2 - 1 al F. C. Unión Berlín, por el partido correspondiente a la jornada 9 de la edición de la Bundesliga 2019/20, con gol de Lewandowski incluido, por lo que se convierte en el primer jugador de la historia de la Bundesliga, en anotar de forma consecutiva en todas las primeras 9 jornadas de Liga.
El 23 de agosto de 2020, durante la pandemia por COVID-19, el Bayern Múnich se consagra campeón de la Champions tras vencer al París Saint-Germain, consiguiendo así el primer título internacional para el jugador polaco. La temporada terminó de manera sensacional, consiguiendo el segundo "triplete" para el club bávaro, y con Lewandowski siendo máximo goleador del equipo. Lamentablemente, el deseado Balón de Oro no pudo llegar para el polaco a causa de la decisión de la revista France Football de no entregar dicho galardón debido a los impedimentos que produjo la pandemia en el mundo del fútbol.
En febrero de 2021, se llevó a cabo la Copa Mundial de Clubes de la FIFA de la temporada pasada que fue aplazada por la pandemia de COVID-19, y el 11 de febrero del mismo mes, el Bayern Múnich se coronó campeón del Mundial de Clubes tras vencer al Tigres UANL de México, consiguiendo así el "Sextete".
El 22 de mayo de 2021 superó el récord de 40 goles anotados en una temporada por Gerd Müller en el minuto 90 ante el F. C. Augsburgo, consiguiendo además su primera Bota de Oro.
El 12 de mayo de 2022 se dio a conocer que Lewandowski había decidido no renovar con el Bayern, entendiendo que ha logrado todos los objetivos que se había planteado con este club, y optando por fichar con otro equipo, si bien está ligado al Bayern por contrato hasta junio de 2023.

### F. C. Barcelona

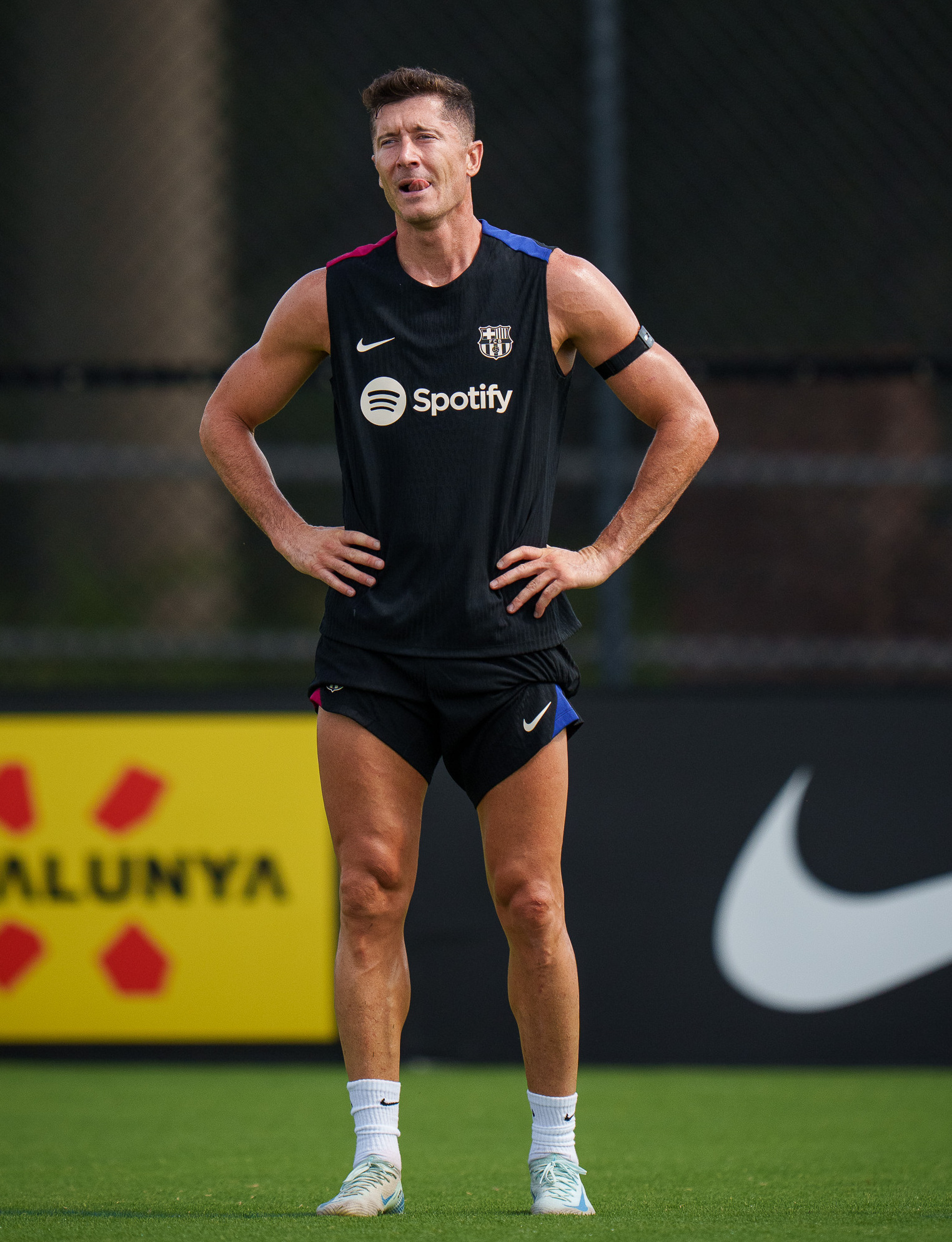
Lewandowski en 2024.

El 16 de julio de 2022, el F. C. Barcelona de España anunció un principio de acuerdo con el Bayern de Múnich para su traspaso. Tres días después se hizo oficial su fichaje para las siguientes cuatro temporadas a cambio de 45 millones de euros, más cinco adicionales en función de objetivos. El contrato también incluye una cláusula de rescisión de 500 millones de euros. El 5 de agosto tuvo su presentación oficial en el Camp Nou ante 50 000 aficionados confirmándose además que ocuparía el dorsal 9 para la temporada 2022-23 —hasta ese momento utilizado por Memphis Depay—, y fue oficialmente inscrito el 12 de agosto, mismo día del comienzo del campeonato liguero, cuando se especulaba con el hecho de que no pudiera efectuarse debido a los problemas económicos de la entidad.
El 7 de agosto marcó su primer gol en la victoria 6-0 sobre los Pumas de la UNAM por el Trofeo Joan Gamper. Tras un gris debut frente al Rayo Vallecano de Madrid el día 13 que finalizó con empate a cero, una semana después anotó sus primeros goles oficiales en el triunfo 1-4 sobre la Real Sociedad de Fútbol. El 28 de agosto repetiría doblete en la goleada sobre el Real Valladolid C. F. por Liga. Seis días después volvió a marcar en la victoria 0-3 sobre el Sevilla F. C. por la Liga 2022-23.
El 7 de septiembre, tras marcar su primer hat-trick con el Barça frente al Viktoria Plzeň en la Liga de Campeones, se convirtió en el primer jugador en marcar hat-trick con tres equipos diferentes en la máxima competición europea (Borussia Dortmund, Bayern Múnich y Barcelona). Tres días después anotó el 2-0 ante el Cádiz C. F. llegando a 6 goles por Liga. En la sexta jornada del campeonato nacional de Liga aumentó la cifra en 8. Siguió marcando para conseguir la victoria sobre Mallorca. El 15 de enero se consagraría campeón de la Supercopa de España 2023, anotó un tanto en la victoria 3-1 sobre el Real Madrid. Robert volvió a mostrar su buen rendimiento al marcar en la victoria 2-0 sobre el Cádiz C. F., llegando a 15 goles por Liga, siendo el Pichichi momentáneo del torneo.
En la temporada 2024-25, marcó 42 goles en 52 partidos y ayudó a ganar la Liga y la Copa del Rey.

## Selección nacional

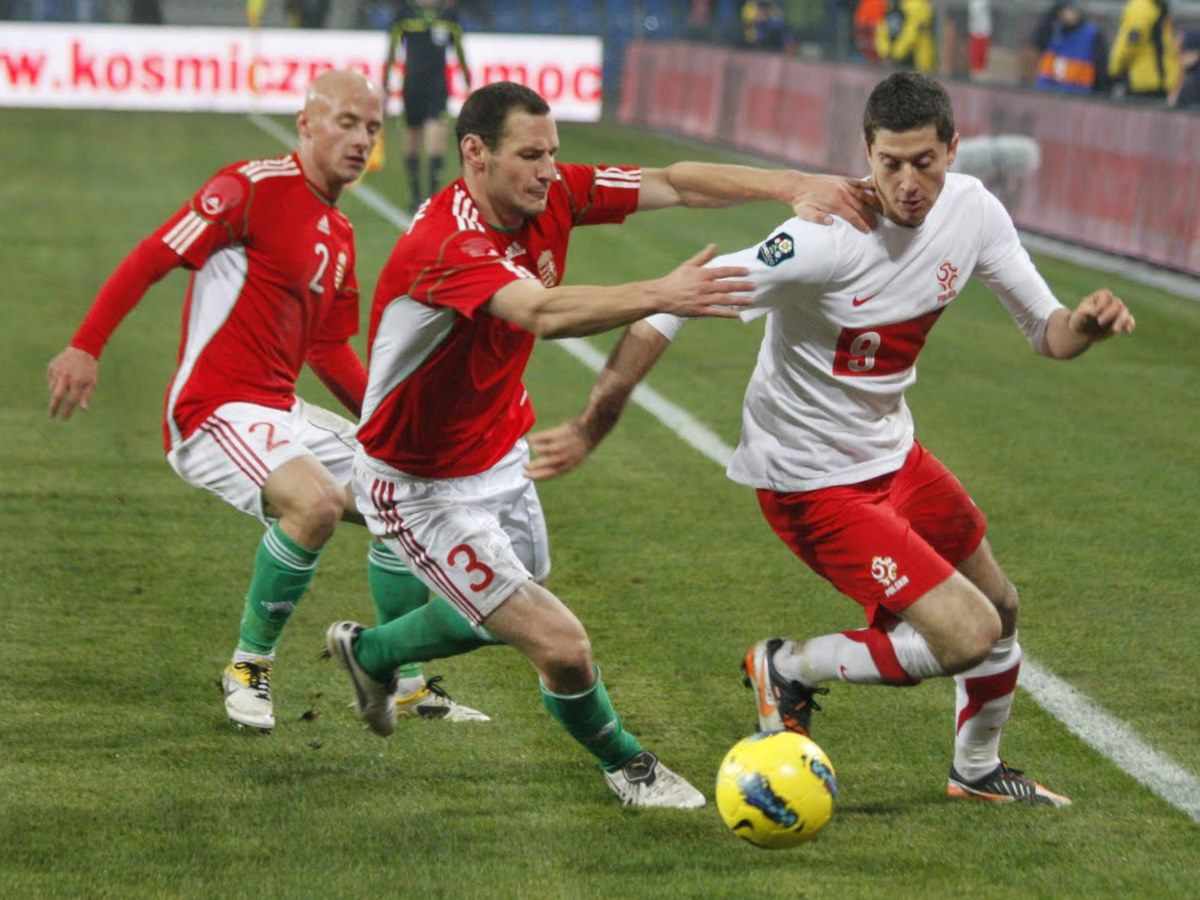
Lewandowski (derecha) jugando con Polonia.

Lewandowski jugó tres partidos para la selección sub-21, todos ellos en partidos amistosos contra Inglaterra, Bielorrusia y Finlandia.
Lewandowski debutó en la selección de Polonia el 10 de septiembre de 2008, contra San Marino en la fase de clasificación del Mundial de Sudáfrica. Además, en este partido marcó su primer gol como internacional.
Anotó el primer gol de la Eurocopa 2012 celebrada en Polonia, en el partido de inauguración que concluyó 1-1 contra Grecia. En su primer partido como capitán, él marcó dos penaltis contra San Marino en marzo de 2013, de parte de la Clasificación para el Mundial 2014.
El 7 de septiembre de 2014, jugó con Polonia en la clasificación para la Eurocopa 2016, jugó como visitante contra Gibraltar, Lewandowski anotó su primer hat-trick internacional, cuatro goles en la victoria por 7-0. El 13 de junio de 2015 anotó el segundo hat trick más rápido de la historia de partidos UEFA (4 minutos), en un partido contra Georgia válido por la clasificación para la Eurocopa Francia 2016, que terminó 4 a 0. Tres días después marcó el gol ganador de cabeza contra Irlanda, llevando su selección a la Eurocopa 2016.
Jugó mal en la Eurocopa 2016, donde no tuvo un solo tiro al arco hasta los octavos de final. Marcó un gol contra Portugal en solo dos minutos, aunque terminaron empatando 1-1 y llegaron a penales. Lewandowski convirtió su penal, pero no fue suficiente para prevenir la eliminación.
El 5 de octubre de 2017, se convirtió en el máximo goleador de la historia de la selección, cuando marcó un triplete en una victoria por 6-1 contra Armenia, llevando su total a 50 goles y superando al récord de 48 goles hecho por Włodzimierz Lubański. Lubanski había dicho anteriormente que Lewandowski nunca iba a superar "su récord."
Jugó la Copa Mundial de Fútbol de 2018 con Polonia. Su equipo quedó eliminado en fase de grupos y el delantero polaco no marcó ningún gol.
Participó en la Eurocopa 2020 anotando 3 goles, no obstante su equipo eliminado en fase de grupos con un solo punto.
Disputó la Copa Mundial de Fútbol de 2022, en donde Polonia avanzó hasta los octavos de final, siendo la primera vez desde 1986 que la selección clasificaba a una segunda fase en un mundial, en esa instancia quedó eliminada ante la defensora del título Francia, Lewandowski anotó dos goles, el primero en fase de grupos ante Arabia Saudita y en los octavos de final descontando al final del partido ante Les Bleus desde el punto penal.
Participó en la Eurocopa 2024, donde su equipo nuevamente quedó eliminado en fase de grupos con un solo punto, en la cita europea anotó el gol del empate ante Francia desde el punto penal, siendo su único gol en todo el torneo.
Tras la temporada 2024-25 con su club, acordó con el seleccionador Michał Probierz no acudir con la selección para los partidos del mes de junio. Recibió varias críticas en su país y le fue retirada la capitanía, motivos por los que anunció que no volvería a jugar con Polonia mientras no hubiera un cambio de entrenador.

### Participaciones en la Copa del Mundo
| Mundial              | Sede  | Resultado        | Partidos | Goles |
| -------------------- | ----- | ---------------- | -------- | ----- |
| Copa Mundial de 2018 | Rusia | Primera fase     | 3        | 0     |
| Copa Mundial de 2022 | Catar | Octavos de final | 4        | 2     |

### Participaciones en la Eurocopa
| Copa          | Sede              | Resultado        | Partidos | Goles |
| ------------- | ----------------- | ---------------- | -------- | ----- |
| Eurocopa 2012 | Polonia y Ucrania | Primera fase     | 3        | 1     |
| Eurocopa 2016 | Francia           | Cuartos de final | 5        | 1     |
| Eurocopa 2020 | Europa            | Primera fase     | 3        | 3     |
| Eurocopa 2024 | Alemania          | Primera fase     | 2        | 1     |

### Goles internacionales
| Goles internacionales con Polonia | Goles internacionales con Polonia | Goles internacionales con Polonia                | Goles internacionales con Polonia | Goles internacionales con Polonia | Goles internacionales con Polonia | Goles internacionales con Polonia    |
| #                                 | Fecha                             | Estadio                                          | Rival                             | Gol                               | Resultado                         | Competición                          |
| --------------------------------- | --------------------------------- | ------------------------------------------------ | --------------------------------- | --------------------------------- | --------------------------------- | ------------------------------------ |
| 1.                                | 10 de septiembre de 2008          | Olímpico, Serravalle, San Marino                 | San Marino                        | 0-2                               | 0-2                               | Clasificación Mundial 2010           |
| 2.                                | 19 de noviembre de 2008           | Croke Park, Dublín, Irlanda                      | Irlanda                           | 1-3                               | 2-3                               | Amistoso                             |
| 3.                                | 1 de abril de 2009                | Municipal, Kielce, Polonia                       | San Marino                        | 4-0                               | 10-0                              | Clasificación Mundial 2010           |
| 4.                                | 23 de enero de 2010               | 80º Aniversario, Nakhon Ratchasima, Tailandia    | Singapur                          | 1-0                               | 6-1                               | Amistoso                             |
| 5.                                | 23 de enero de 2010               | 80º Aniversario, Nakhon Ratchasima, Tailandia    | Singapur                          | 2-0                               | 6-1                               | Amistoso                             |
| 6.                                | 3 de marzo de 2010                | Municipal Gral. Sosnkowski, Varsovia, Polonia    | Bulgaria                          | 2-0                               | 2-0                               | Amistoso                             |
| 7.                                | 7 de septiembre de 2010           | Henryk Reyman, Cracovia, Polonia                 | Australia                         | 1-1                               | 1-2                               | Amistoso                             |
| 8.                                | 17 de noviembre de 2010           | Municipal, Poznan, Polonia                       | Costa de Marfil                   | 1-0                               | 3-1                               | Amistoso                             |
| 9.                                | 17 de noviembre de 2010           | Municipal, Poznan, Polonia                       | Costa de Marfil                   | 3-1                               | 3-1                               | Amistoso                             |
| 10.                               | 9 de febrero de 2011              | Algarve, Faro, Portugal                          | Noruega                           | 1-0                               | 1-0                               | Amistoso                             |
| 11.                               | 6 de septiembre de 2011           | Arena Gdansk, Gdansk, Polonia                    | Alemania                          | 1-0                               | 2-2                               | Amistoso                             |
| 12.                               | 7 de octubre de 2011              | Mundialista, Seúl, Corea del Sur                 | Corea del Sur                     | 0-1                               | 2-2                               | Amistoso                             |
| 13.                               | 11 de octubre de 2010             | BRITA-Arena, Wiesbaden, Alemania                 | Bielorrusia                       | 2–0                               | 2-0                               | Amistoso                             |
| 14.                               | 2 de junio de 2012                | del Ejército Polaco, Varsovia, Polonia           | Andorra                           | 2-0                               | 4-0                               | Amistoso                             |
| 15.                               | 8 de junio de 2012                | Nacional, Varsovia, Polonia                      | Grecia                            | 1-0                               | 1-1                               | Eurocopa 2012                        |
| 16.                               | 26 de marzo de 2013               | Nacional, Varsovia, Polonia                      | San Marino                        | 1-0                               | 5-0                               | Clasificación Mundial 2014           |
| 17.                               | 26 de marzo de 2013               | Nacional, Varsovia, Polonia                      | San Marino                        | 3-0                               | 5-0                               | Clasificación Mundial 2014           |
| 18.                               | 6 de septiembre de 2013           | Nacional, Varsovia, Polonia                      | Montenegro                        | 1-1                               | 1-1                               | Clasificación Mundial 2014           |
| 19.                               | 6 de junio de 2014                | Arena Gdansk, Gdansk, Polonia                    | Lituania                          | 2-1                               | 2-1                               | Amistoso                             |
| 20.                               | 7 de septiembre de 2014           | Algarve, Faro, Portugal                          | Gibraltar                         | 0-3                               | 0-7                               | Clasificación Eurocopa 2016          |
| 21.                               | 7 de septiembre de 2014           | Algarve, Faro, Portugal                          | Gibraltar                         | 0-4                               | 0-7                               | Clasificación Eurocopa 2016          |
| 22.                               | 7 de septiembre de 2014           | Algarve, Faro, Portugal                          | Gibraltar                         | 0-6                               | 0-7                               | Clasificación Eurocopa 2016          |
| 23.                               | 7 de septiembre de 2014           | Algarve, Faro, Portugal                          | Gibraltar                         | 0-7                               | 0-7                               | Clasificación Eurocopa 2016          |
| 24.                               | 13 de junio de 2015               | Nacional, Varsovia, Polonia                      | Georgia                           | 2-0                               | 4-0                               | Clasificación Eurocopa 2016          |
| 25.                               | 13 de junio de 2015               | Nacional, Varsovia, Polonia                      | Georgia                           | 3-0                               | 4-0                               | Clasificación Eurocopa 2016          |
| 26.                               | 13 de junio de 2015               | Nacional, Varsovia, Polonia                      | Georgia                           | 4-0                               | 4-0                               | Clasificación Eurocopa 2016          |
| 27.                               | 4 de septiembre de 2015           | Deutsche Bank Park, Fráncfort del Meno, Alemania | Alemania                          | 2-1                               | 3-1                               | Clasificación Eurocopa 2016          |
| 28.                               | 7 de septiembre de 2015           | Nacional, Varsovia, Polonia                      | Gibraltar                         | 3-0                               | 8-1                               | Clasificación Eurocopa 2016          |
| 29.                               | 7 de septiembre de 2015           | Nacional, Varsovia, Polonia                      | Gibraltar                         | 4-0                               | 8-1                               | Clasificación Eurocopa 2016          |
| 30.                               | 8 de octubre de 2015              | Hampden Park, Glasgow, Escocia                   | Escocia                           | 0-1                               | 2-2                               | Clasificación Eurocopa 2016          |
| 31.                               | 8 de octubre de 2015              | Hampden Park, Glasgow, Escocia                   | Escocia                           | 2-2                               | 2-2                               | Clasificación Eurocopa 2016          |
| 32.                               | 11 de octubre de 2015             | Nacional, Varsovia, Polonia                      | Irlanda                           | 2-1                               | 2-1                               | Clasificación Eurocopa 2016          |
| 33.                               | 13 de noviembre de 2015           | Nacional, Varsovia, Polonia                      | Islandia                          | 3-2                               | 4-2                               | Amistoso                             |
| 34.                               | 13 de noviembre de 2015           | Nacional, Varsovia, Polonia                      | Islandia                          | 4-2                               | 4-2                               | Amistoso                             |
| 35.                               | 30 de junio de 2016               | Stade Vélodrome, Marsella, Francia               | Portugal                          | 1-1                               | 1-1                               | Eurocopa 2016                        |
| 36.                               | 4 de septiembre de 2016           | Astana Arena, Astaná, Kazajistán                 | Kazajistán                        | 0-2                               | 2-2                               | Clasificación Mundial 2018           |
| 37.                               | 8 de octubre de 2018              | Nacional, Varsovia, Polonia                      | Dinamarca                         | 1-0                               | 3-2                               | Clasificación Mundial 2018           |
| 38.                               | 8 de octubre de 2018              | Nacional, Varsovia, Polonia                      | Dinamarca                         | 2-0                               | 3-2                               | Clasificación Mundial 2018           |
| 39.                               | 8 de octubre de 2018              | Nacional, Varsovia, Polonia                      | Dinamarca                         | 3-0                               | 3-2                               | Clasificación Mundial 2018           |
| 40.                               | 11 de octubre de 2016             | Nacional, Varsovia, Polonia                      | Armenia                           | 2-1                               | 2-1                               | Clasificación Mundial 2018           |
| 41.                               | 11 de noviembre de 2016           | Național BA, Bucarest, Rumania                   | Rumanía                           | 0-2                               | 0-3                               | Clasificación Mundial 2018           |
| 42.                               | 11 de noviembre de 2016           | Național BA, Bucarest, Rumania                   | Rumanía                           | 0-3                               | 0-3                               | Clasificación Mundial 2018           |
| 43.                               | 26 de marzo de 2017               | Pod Goricom, Podgorica, Montenegro               | Montenegro                        | 0-1                               | 1-2                               | Clasificación Mundial 2018           |
| 44.                               | 10 de junio de 2017               | Nacional, Varsovia, Polonia                      | Rumanía                           | 1-0                               | 3-1                               | Clasificación Mundial 2018           |
| 45.                               | 10 de junio de 2017               | Nacional, Varsovia, Polonia                      | Rumanía                           | 2-0                               | 3-1                               | Clasificación Mundial 2018           |
| 46.                               | 10 de junio de 2017               | Nacional, Varsovia, Polonia                      | Rumanía                           | 3-0                               | 3-1                               | Clasificación Mundial 2018           |
| 47.                               | 4 de septiembre de 2017           | Nacional, Varsovia, Polonia                      | Kazajistán                        | 3-0                               | 3-0                               | Clasificación Mundial 2018           |
| 48.                               | 5 de octubre de 2017              | Hrazdan, Ereván, Armenia                         | Armenia                           | 0-2                               | 1-6                               | Clasificación Mundial 2018           |
| 49.                               | 5 de octubre de 2017              | Hrazdan, Ereván, Armenia                         | Armenia                           | 0-3                               | 1-6                               | Clasificación Mundial 2018           |
| 50.                               | 5 de octubre de 2017              | Hrazdan, Ereván, Armenia                         | Armenia                           | 1-5                               | 1-6                               | Clasificación Mundial 2018           |
| 51.                               | 8 de octubre de 2017              | Nacional, Varsovia, Polonia                      | Montenegro                        | 3-2                               | 4-2                               | Clasificación Mundial 2018           |
| 52.                               | 27 de marzo de 2018               | de Silesia, Chorzów, Polonia                     | Corea del Sur                     | 1-0                               | 3-2                               | Amistoso                             |
| 53.                               | 8 de junio de 2018                | Municipal, Poznan, Polonia                       | Chile                             | 1-0                               | 2-2                               | Amistoso                             |
| 54.                               | 12 de junio de 2018               | Nacional, Varsovia, Polonia                      | Lituania                          | 1-0                               | 4-0                               | Amistoso                             |
| 55.                               | 12 de junio de 2018               | Nacional, Varsovia, Polonia                      | Lituania                          | 2-0                               | 4-0                               | Amistoso                             |
| 56.                               | 24 de marzo de 2019               | Nacional, Varsovia, Polonia                      | Letonia                           | 1-0                               | 2-0                               | Clasificación Eurocopa 2020          |
| 57.                               | 10 de junio de 2019               | Nacional, Varsovia, Polonia                      | Israel                            | 2-0                               | 4-0                               | Clasificación Eurocopa 2020          |
| 58.                               | 10 de octubre de 2019             | Estadio Daugava, Riga, Letonia                   | Letonia                           | 0-1                               | 0-3                               | Clasificación Eurocopa 2020          |
| 59.                               | 10 de octubre de 2019             | Estadio Daugava, Riga, Letonia                   | Letonia                           | 0-2                               | 0-3                               | Clasificación Eurocopa 2020          |
| 60.                               | 10 de octubre de 2019             | Estadio Daugava, Riga, Letonia                   | Letonia                           | 0-3                               | 0-3                               | Clasificación Eurocopa 2020          |
| 61.                               | 19 de noviembre de 2019           | Nacional, Varsovia, Polonia                      | Eslovenia                         | 2-1                               | 3-2                               | Clasificación Eurocopa 2020          |
| 62.                               | 14 de octubre de 2020             | Municipal, Breslavia, Polonia                    | Bosnia-Herzegovina                | 1-0                               | 3-0                               | Liga de Naciones de la UEFA 2020-21  |
| 63.                               | 14 de octubre de 2020             | Municipal, Breslavia, Polonia                    | Bosnia-Herzegovina                | 3-0                               | 3-0                               | Liga de Naciones de la UEFA 2020-21  |
| 64.                               | 25 de marzo de 2021               | Puskás Aréna, Budapest, Hungría                  | Hungría                           | 3-3                               | 3-3                               | Clasificación Mundial 2022           |
| 65.                               | 28 de marzo de 2021               | del Ejército Polaco, Varsovia, Polonia           | Andorra                           | 1-0                               | 3-0                               | Clasificación Mundial 2022           |
| 66.                               | 28 de marzo de 2021               | del Ejército Polaco, Varsovia, Polonia           | Andorra                           | 2-0                               | 3-0                               | Clasificación Mundial 2022           |
| 67.                               | 19 de junio de 2021               | La Cartuja, Sevilla, España                      | España                            | 1-1                               | 1-1                               | Eurocopa 2020                        |
| 68.                               | 23 de junio de 2021               | Krestovski, San Petersburgo, Rusia               | Suecia                            | 2-1                               | 3-2                               | Eurocopa 2020                        |
| 69.                               | 23 de junio de 2021               | Krestovski, San Petersburgo, Rusia               | Suecia                            | 2-2                               | 3-2                               | Eurocopa 2020                        |
| 70.                               | 2 de septiembre de 2021           | Nacional, Varsovia, Polonia                      | Albania                           | 1-0                               | 4-1                               | Clasificación Mundial 2022           |
| 71.                               | 5 de septiembre de 2021           | Olímpico, Serravalle, San Marino                 | San Marino                        | 0-1                               | 1-7                               | Clasificación Mundial 2022           |
| 72.                               | 5 de septiembre de 2021           | Olímpico, Serravalle, San Marino                 | San Marino                        | 0-3                               | 1-7                               | Clasificación Mundial 2022           |
| 73.                               | 12 de noviembre de 2021           | Comunal, Andorra la Vieja, Andorra               | Andorra                           | 0-1                               | 1-4                               | Clasificación Mundial 2022           |
| 74.                               | 12 de noviembre de 2021           | Comunal, Andorra la Vieja, Andorra               | Andorra                           | 1-4                               | 1-4                               | Clasificación Mundial 2022           |
| 75.                               | 29 de marzo de 2022               | de Silesia, Chorzów, Polonia                     | Suecia                            | 1-0                               | 2-0                               | Play-offs Clasificación Mundial 2022 |
| 76.                               | 8 de junio de 2022                | Rey Balduino, Bruselas, Bélgica                  | Bélgica                           | 0-1                               | 6-1                               | Liga de Naciones de la UEFA 2022-23  |
| 77.                               | 26 de noviembre de 2022           | Qatar Foundation, Rayán, Catar                   | Arabia Saudita                    | 2-0                               | 2-0                               | Mundial 2022                         |
| 78.                               | 4 de diciembre de 2022            | Al Thumama, Doha, Catar                          | Francia                           | 3-1                               | 3-1                               | Mundial 2022                         |
| 79                                | 20 de junio de 2023               | Zimbru, Chisináu, Moldavia                       | Moldavia                          | 0-2                               | 3-2                               | Clasificación para la Eurocopa 2024  |
| 80                                | 7 de septiembre de 2023           | Nacional,Varsovia, Polonia                       | Islas Feroe                       | 0-1                               | 2-0                               | Clasificación para la Eurocopa 2024  |
| 81                                | 7 de septiembre de 2023           | Nacional,Varsovia, Polonia                       | Islas Feroe                       | 0-2                               | 2-0                               | Clasificación para la Eurocopa 2024  |
| 82                                | 21 de noviembre de 2023           | Nacional,Varsovia, Polonia                       | Letonia                           | 2-0                               | 2-0                               | Amistoso                             |
| 83                                | 25 de junio de 2024               | Signal Iduna Park, Dortmund, Alemania            | Francia                           | 1-1                               | 1-1                               | Eurocopa 2024                        |
| 84                                | 5 de septiembre de 2024           | Hampden Park, Glasgow, Escocia                   | Escocia                           | 2-0                               | 2-3                               | Liga de Naciones de la UEFA 2024-25  |
| 85                                | 21 de marzo de 2025               | Nacional,Varsovia, Polonia                       | Lituania                          | 1-0                               | 1-0                               | Clasificación Mundial 2026           |

## Estadísticas
Para un completo resumen estadístico y desglose de las mismas, véase Estadísticas de Robert Lewandowski.

### Clubes
Actualizado al último partido disputado el 25 de mayo de 2025.
| Club                           | Div.          | Temporada     | Liga  | Liga  | Liga   | Copas nacionales | Copas nacionales | Copas nacionales | Copas internacionales | Copas internacionales | Copas internacionales | Total | Total | Total  | Media goleadora |
| Club                           | Div.          | Temporada     | Part. | Goles | Asist. | Part.            | Goles            | Asist.           | Part.                 | Goles                 | Asist.                | Part. | Goles | Asist. | Media goleadora |
| ------------------------------ | ------------- | ------------- | ----- | ----- | ------ | ---------------- | ---------------- | ---------------- | --------------------- | --------------------- | --------------------- | ----- | ----- | ------ | --------------- |
| Delta Varsovia · Polonia       | 4.ª           | 2004-05       | 17    | 4     | 1      | 2                | 0                | 0                | —                     | —                     | —                     | 19    | 4     | 1      | 0.21            |
| Delta Varsovia · Polonia       | Total club    | Total club    | 17    | 4     | 1      | 2                | 0                | 0                | 0                     | 0                     | 0                     | 19    | 4     | 1      | 0.21            |
| Legia de Varsovia II · Polonia | 3.ª           | 2005-06       | 12    | 2     | 2      | 1                | 2                | 0                | —                     | —                     | —                     | 13    | 4     | 2      | 0.31            |
| Legia de Varsovia II · Polonia | Total club    | Total club    | 12    | 2     | 2      | 1                | 2                | 0                | 0                     | 0                     | 0                     | 13    | 4     | 2      | 0.31            |
| Znicz Pruszków · Polonia       | 3.ª           | 2006-07       | 27    | 16    | 5      | 2                | 1                | 0                | —                     | —                     | —                     | 29    | 17    | 5      | 0.59            |
| Znicz Pruszków · Polonia       | 2.ª           | 2007-08       | 32    | 21    | 3      | 2                | 0                | 0                | —                     | —                     | —                     | 34    | 21    | 3      | 0.62            |
| Znicz Pruszków · Polonia       | Total club    | Total club    | 59    | 37    | 8      | 4                | 1                | 0                | 0                     | 0                     | 0                     | 63    | 38    | 8      | 0.6             |
| Lech Poznań · Polonia          | 1.ª           | 2008-09       | 30    | 14    | 7      | 6                | 2                | 2                | 12                    | 4                     | 3                     | 48    | 20    | 12     | 0.42            |
| Lech Poznań · Polonia          | 1.ª           | 2009-10       | 28    | 18    | 8      | 2                | 1                | 0                | 4                     | 2                     | 0                     | 34    | 21    | 8      | 0.62            |
| Lech Poznań · Polonia          | Total club    | Total club    | 58    | 32    | 15     | 8                | 3                | 2                | 16                    | 6                     | 3                     | 82    | 41    | 20     | 0.5             |
| Borussia Dortmund · Alemania   | 1.ª           | 2010-11       | 33    | 8     | 3      | 2                | 0                | 0                | 8                     | 1                     | 1                     | 43    | 9     | 4      | 0.21            |
| Borussia Dortmund · Alemania   | 1.ª           | 2011-12       | 34    | 22    | 10     | 7                | 7                | 0                | 6                     | 1                     | 2                     | 47    | 30    | 12     | 0.64            |
| Borussia Dortmund · Alemania   | 1.ª           | 2012-13       | 31    | 24    | 7      | 5                | 2                | 4                | 13                    | 10                    | 2                     | 49    | 36    | 13     | 0.73            |
| Borussia Dortmund · Alemania   | 1.ª           | 2013-14       | 33    | 20    | 10     | 6                | 2                | 0                | 9                     | 6                     | 3                     | 48    | 28    | 13     | 0.58            |
| Borussia Dortmund · Alemania   | Total club    | Total club    | 131   | 74    | 30     | 20               | 11               | 4                | 36                    | 18                    | 8                     | 187   | 103   | 42     | 0.55            |
| Bayern de Múnich · Alemania    | 1.ª           | 2014-15       | 31    | 17    | 7      | 6                | 2                | 1                | 12                    | 6                     | 5                     | 49    | 25    | 13     | 0.51            |
| Bayern de Múnich · Alemania    | 1.ª           | 2015-16       | 32    | 30    | 5      | 7                | 3                | 1                | 12                    | 9                     | 1                     | 51    | 42    | 7      | 0.82            |
| Bayern de Múnich · Alemania    | 1.ª           | 2016-17       | 33    | 30    | 7      | 5                | 5                | 2                | 9                     | 8                     | 1                     | 47    | 43    | 10     | 0.91            |
| Bayern de Múnich · Alemania    | 1.ª           | 2017-18       | 30    | 29    | 2      | 7                | 7                | 1                | 11                    | 5                     | 2                     | 48    | 41    | 5      | 0.85            |
| Bayern de Múnich · Alemania    | 1.ª           | 2018-19       | 33    | 22    | 10     | 6                | 10               | 3                | 8                     | 8                     | 0                     | 47    | 40    | 13     | 0.85            |
| Bayern de Múnich · Alemania    | 1.ª           | 2019-20       | 31    | 34    | 4      | 6                | 6                | 0                | 10                    | 15                    | 6                     | 47    | 55    | 10     | 1.17            |
| Bayern de Múnich · Alemania    | 1.ª           | 2020-21       | 29    | 41    | 7      | 2                | 0                | 0                | 9                     | 7                     | 2                     | 40    | 48    | 9      | 1.2             |
| Bayern de Múnich · Alemania    | 1.ª           | 2021-22       | 34    | 35    | 3      | 2                | 2                | 0                | 10                    | 13                    | 3                     | 46    | 50    | 6      | 1.09            |
| Bayern de Múnich · Alemania    | Total club    | Total club    | 253   | 238   | 45     | 41               | 35               | 8                | 81                    | 71                    | 20                    | 375   | 344   | 73     | 0.92            |
| F. C. Barcelona · España       | 1.ª           | 2022-23       | 34    | 23    | 7      | 5                | 4                | 1                | 7                     | 6                     | 0                     | 46    | 33    | 8      | 0.72            |
| F. C. Barcelona · España       | 1.ª           | 2023-24       | 35    | 19    | 8      | 5                | 4                | 0                | 9                     | 3                     | 0                     | 49    | 26    | 8      | 0.53            |
| F. C. Barcelona · España       | 1.ª           | 2024-25       | 34    | 27    | 2      | 5                | 4                | 1                | 13                    | 11                    | 0                     | 52    | 42    | 3      | 0.81            |
| F. C. Barcelona · España       | 1.ª           | 2025-26       | 0     | 0     | 0      | 0                | 0                | 0                | 0                     | 0                     | 0                     | 0     | 0     | 0      | 0               |
| F. C. Barcelona · España       | Total club    | Total club    | 103   | 69    | 17     | 15               | 12               | 2                | 29                    | 20                    | 0                     | 147   | 101   | 19     | 0.69            |
| Total carrera                  | Total carrera | Total carrera | 633   | 456   | 118    | 91               | 64               | 16               | 162                   | 115                   | 31                    | 886   | 635   | 165    | 0.72            |
| 1. 2. 3.                       |               |               |       |       |        |                  |                  |                  |                       |                       |                       |       |       |        |                 |

### Selecciones
Actualizado de acuerdo al último partido jugado el 15 de octubre de 2024.
| Selección         | Año               | Amistosos | Amistosos | Amistosos | Eliminatorias | Eliminatorias | Eliminatorias | Continental | Continental | Continental | Mundial     | Mundial     | Mundial     | Total | Total | Total  | Media goleadora |
| Selección         | Año               | Part.     | Goles     | Asist.    | Part.         | Goles         | Asist.        | Part.       | Goles       | Asist.      | Part.       | Goles       | Asist.      | Part. | Goles | Asist. | Media goleadora |
| Sub-21            | 2008              | 3         | —         | —         | —             | —             | —             | Inexistente | Inexistente | Inexistente | Inexistente | Inexistente | Inexistente | 3     | —     | —      | 0               |
| Absoluta          | 2008              | 1         | 1         | —         | 3             | 1             | —             | —           | —           | —           | Inexistente | Inexistente | Inexistente | 4     | 2     | 0      | 0.50            |
| Absoluta          | 2009              | 6         | —         | —         | 6             | 1             | 2             | Inexistente | Inexistente | Inexistente | Inexistente | Inexistente | Inexistente | 12    | 1     | 2      | 0.08            |
| Absoluta          | 2010              | 13        | 6         | 2         | —             | —             | —             | Inexistente | Inexistente | Inexistente | —           | —           | —           | 13    | 6     | 2      | 0.46            |
| Absoluta          | 2011              | 11        | 4         | 2         | —             | —             | —             | Inexistente | Inexistente | Inexistente | Inexistente | Inexistente | Inexistente | 11    | 4     | 2      | 0.36            |
| Absoluta          | 2012              | 4         | 1         | —         | 3             | —             | 1             | 3           | 1           | —           | Inexistente | Inexistente | Inexistente | 10    | 2     | 1      | 0.20            |
| Absoluta          | 2013              | 4         | —         | —         | 6             | 3             | 2             | Inexistente | Inexistente | Inexistente | Inexistente | Inexistente | Inexistente | 10    | 3     | 2      | 0.30            |
| Absoluta          | 2014              | 2         | 1         | —         | 4             | 4             | 3             | Inexistente | Inexistente | Inexistente | —           | —           | —           | 6     | 5     | 3      | 0.83            |
| Absoluta          | 2015              | 1         | 2         | 1         | 6             | 9             | 2             | Inexistente | Inexistente | Inexistente | Inexistente | Inexistente | Inexistente | 7     | 11    | 3      | 1.57            |
| Absoluta          | 2016              | 3         | —         | —         | 4             | 7             | —             | 5           | 1           | —           | Inexistente | Inexistente | Inexistente | 12    | 8     | 0      | 0.67            |
| Absoluta          | 2017              | —         | —         | —         | 6             | 9             | 2             | Inexistente | Inexistente | Inexistente | Inexistente | Inexistente | Inexistente | 6     | 9     | 2      | 1.50            |
| Absoluta          | 2018              | 5         | 4         | —         | —             | —             | —             | 3           | —           | 2           | 3           | —           | —           | 11    | 4     | 2      | 0.36            |
| Absoluta          | 2019              | —         | —         | —         | 10            | 6             | 2             | Inexistente | Inexistente | Inexistente | Inexistente | Inexistente | Inexistente | 10    | 6     | 2      | 0.6             |
| Absoluta          | 2020              | —         | —         | —         | —             | —             | —             | 4           | 2           | 2           | Inexistente | Inexistente | Inexistente | 4     | 2     | 2      | 0.5             |
| Absoluta          | 2021              | 1         | —         | —         | 8             | 8             | 4             | 3           | 3           | —           | Inexistente | Inexistente | Inexistente | 12    | 11    | 4      | 0.92            |
| Absoluta          | 2022              | —         | —         | —         | 1             | 1             | —             | 5           | 1           | 2           | 4           | 2           | 1           | 10    | 4     | 3      | 0.40            |
| Absoluta          | 2023              | 2         | 1         | —         | 6             | 3             | 1             | Inexistente | Inexistente | Inexistente | Inexistente | Inexistente | Inexistente | 8     | 4     | 1      | 0.5             |
| Absoluta          | 2024              | 2         | —         | 1         | 2             | —             | 1             | 6           | 2           | 2           | Inexistente | Inexistente | Inexistente | 10    | 2     | 4      | 0.20            |
| Absoluta          | 2025              | 0         | 0         | 0         | 1             | 1             | 0             | Inexistente | Inexistente | Inexistente | Inexistente | Inexistente | Inexistente | 1     | 1     | 0      | 1               |
| Total absoluta    | Total absoluta    | 55        | 20        | 6         | 66            | 53            | 20            | 29          | 10          | 8           | 7           | 2           | 1           | 157   | 85    | 35     | 0.54            |
| Total selecciones | Total selecciones | 58        | 20        | 6         | 66            | 53            | 20            | 29          | 10          | 8           | 7           | 2           | 1           | 160   | 85    | 35     | 0.53            |
| 1. 2.             |                   |           |           |           |               |               |               |             |             |             |             |             |             |       |       |        |                 |

## Vida privada
Robert Lewandowski nació en la ciudad de Varsovia en Polonia. Es hijo de Krzysztof Lewandowski, quien fue campeón de judo e incluso futbolista profesional, que falleció en 2005. Su madre, Iwona, fue una voleibolista profesional y posteriormente fue vicepresidenta del club de fútbol polaco Partyzant Leszno. Su hermana, Milena Lewandowski también es voleibolista profesional y ha representado en varias ocasiones a la Selección sub-21 de Polonia. Está casado con Anna Stachurska, quien obtuvo una medalla de bronce en el Mundial de Karate de 2009. Se casaron el 22 de junio de 2013 en Varsovia, Polonia. Lewandowski pertenece a la religión católica. En mayo de 2017 nace su hija Klara, siendo la primogénita del matrimonio. 
En un spot publicitario de la marca Huawei, Lewandowski relató que en su infancia tenía problemas por su físico y se le acusaba de ser muy delgado. Por ello, asistía a diario a sesiones de entrenamiento de seis horas. Luego a los 17 años sufrió una lesión que significó la salida de su club, pero comenta que no se dio por vencido e invita a sus seguidores a perseguir sus sueños sin importar los contratiempos.

## Palmarés

### Títulos nacionales
| Título                     | Club              | País     | Año  |
| -------------------------- | ----------------- | -------- | ---- |
| Copa de Polonia            | Lech Poznań       | Polonia  | 2009 |
| Supercopa de Polonia       | Lech Poznań       | Polonia  | 2009 |
| Ekstraklasa                | Lech Poznań       | Polonia  | 2010 |
| Bundesliga                 | Borussia Dortmund | Alemania | 2011 |
| Bundesliga                 | Borussia Dortmund | Alemania | 2012 |
| Copa de Alemania           | Borussia Dortmund | Alemania | 2012 |
| Supercopa de Alemania      | Borussia Dortmund | Alemania | 2013 |
| Bundesliga                 | Bayern de Múnich  | Alemania | 2015 |
| Bundesliga                 | Bayern de Múnich  | Alemania | 2016 |
| Copa de Alemania           | Bayern de Múnich  | Alemania | 2016 |
| Supercopa de Alemania      | Bayern de Múnich  | Alemania | 2016 |
| Bundesliga                 | Bayern de Múnich  | Alemania | 2017 |
| Supercopa de Alemania      | Bayern de Múnich  | Alemania | 2017 |
| Bundesliga                 | Bayern de Múnich  | Alemania | 2018 |
| Supercopa de Alemania      | Bayern de Múnich  | Alemania | 2018 |
| Bundesliga                 | Bayern de Múnich  | Alemania | 2019 |
| Copa de Alemania           | Bayern de Múnich  | Alemania | 2019 |
| Bundesliga                 | Bayern de Múnich  | Alemania | 2020 |
| Copa de Alemania           | Bayern de Múnich  | Alemania | 2020 |
| Supercopa de Alemania      | Bayern de Múnich  | Alemania | 2020 |
| Bundesliga                 | Bayern de Múnich  | Alemania | 2021 |
| Supercopa de Alemania      | Bayern de Múnich  | Alemania | 2021 |
| Bundesliga                 | Bayern de Múnich  | Alemania | 2022 |
| Supercopa de España        | F. C. Barcelona   | España   | 2023 |
| Primera División de España | F. C. Barcelona   | España   | 2023 |
| Supercopa de España        | F. C. Barcelona   | España   | 2025 |
| Copa del Rey               | F. C. Barcelona   | España   | 2025 |
| Primera División de España | F. C. Barcelona   | España   | 2025 |

### Títulos internacionales
| Título                            | Club             | Sede     | Año  |
| --------------------------------- | ---------------- | -------- | ---- |
| Liga de Campeones de la UEFA      | Bayern de Múnich | Lisboa   | 2020 |
| Supercopa de la UEFA              | Bayern de Múnich | Budapest | 2020 |
| Copa Mundial de Clubes de la FIFA | Bayern de Múnich | Catar    | 2020 |

### Distinciones individuales
| Distinción                                                              | Año                                                           |
| ----------------------------------------------------------------------- | ------------------------------------------------------------- |
| Máximo goleador de la II Liga (15 goles)                                | 2006-07                                                       |
| Jugador revelación del año en Polonia                                   | 2008                                                          |
| Máximo goleador de la I Liga (21 goles)                                 | 2007-08                                                       |
| Máximo goleador de la Ekstraklasa (18 goles)                            | 2009-10                                                       |
| Jugador de la temporada del Bayern de Múnich                            | 2019-20, 2020-21                                              |
| Futbolista del año en Alemania                                          | 2020, 2021                                                    |
| Equipo de la temporada de la Bundesliga                                 | 2013, 2014, 2015, 2016, 2017, 2018, 2019, 2020, 2021          |
| Jugador de la temporada de la Bundesliga                                | 2016-17, 2019-20                                              |
| Máximo goleador de la Bundesliga                                        | 2013-14, 2015-16, 2017-18, 2018-19, 2019-20, 2020-21, 2021-22 |
| Máximo goleador de la Copa de Alemania                                  | 2011-12, 2016-17, 2017-18, 2018-19, 2019-20                   |
| Máximo goleador de la Supercopa de Alemania                             | 2018, 2021                                                    |
| Mejor jugador del mes de octubre de LaLiga Santander                    | 2022                                                          |
| Futbolista del año en Polonia                                           | 2011, 2012, 2013, 2014, 2015, 2016, 2017, 2019, 2020, 2021    |
| Personalidad deportiva polaca del año                                   | 2015, 2020, 2021                                              |
| Mejor jugador en la clasificación para la Eurocopa                      | 2016                                                          |
| Líder goleador de la Clasificación para la Eurocopa 2016 (13 goles)     | 2016                                                          |
| Líder goleador de la Eliminatorias UEFA para el Mundial 2018 (16 goles) | 2017                                                          |
| Equipo del año en la Liga de Campeones de la UEFA                       | 2020                                                          |
| Equipo de la temporada de la Liga de Campeones de la UEFA               | 2015-16, 2016-17, 2019-20, 2020-21                            |
| Máximo goleador de la Liga de Campeones de la UEFA (15 goles)           | 2020                                                          |
| Máximo asistente de la Liga de Campeones de la UEFA (6 asistencias)     | 2020                                                          |
| Equipo del año UEFA                                                     | 2019, 2020                                                    |
| Premio UEFA al Mejor Jugador en Europa                                  | 2020                                                          |
| Delantero del año de la UEFA                                            | 2020                                                          |
| FIFA FIFPro World11                                                     | 2020, 2021                                                    |
| The Best FIFA                                                           | 2020, 2021                                                    |
| Balón de Plata                                                          | 2021                                                          |
| Delantero del Año con el Balón de Oro                                   | 2021                                                          |
| Bota de Oro                                                             | 2021, 2022                                                    |
| Balón de Oro de la Copa Mundial de Clubes                               | 2020                                                          |
| Mejor jugador del año, según los Globe Soccer Awards                    | 2020                                                          |
| Equipo de la década de la UEFA según la IFFHS                           | 2020                                                          |
| Equipo Mundial de la Década según la IFFHS                              | 2020                                                          |
| 7.º Mejor Jugador de la Década según la IFFHS                           | 2020                                                          |
| 3er Mejor máximo goleador de la década según la IFFHS del mundo         | 2020                                                          |
| Jugador del año de los aficionados al fútbol Globe Soccer Awards        | 2021                                                          |
| Premio Maradona mejor goleador del año según los Globe Soccer Awards    | 2021                                                          |
| Equipo mundial masculino de la IFFHS                                    | 2020, 2021                                                    |
| Mejor jugador UEFA según la IFFHS                                       | 2020, 2021                                                    |
| Mejor jugador del mundo según la IFFHS                                  | 2020, 2021                                                    |
| Máximo goleador de primera división según la IFFHS                      | 2021                                                          |
| Máximo goleador del año según la IFFHS                                  | 2020, 2021                                                    |
| Mejor goleador internacional del mundo según la IFFHS                   | 2015, 2021                                                    |
| Equipo del año de ESM                                                   | 2019-20, 2020-21                                              |
| Deportista europeo del año                                              | 2020                                                          |
| Golden Player de Tuttosport                                             | 2020, 2021                                                    |
| Jugador del año (World Soccer)                                          | 2020, 2021                                                    |
| The Guardian Mejor futbolista del mundo                                 | 2020, 2021                                                    |
| Jugador del año (Goal 50)                                               | 2020                                                          |
| FourFourTwo Jugador del año                                             | 2020                                                          |
| Atleta AIPS del año                                                     | 2021                                                          |
| Parte de los 100 mejores jugadores del mundo según The Guardian         | 2022                                                          |
| Trofeo Gerd Müller                                                      | 2021, 2022                                                    |
| Trofeo Pichichi (23 goles)                                              | 2022-23                                                       |
| Jugador del mes de febrero de la Primera División de España             | 2024                                                          |

## Récords
- Máximo goleador histórico de la selección de Polonia.[88]
- Primer jugador en marcar triplete con 3 equipos diferentes en la Champions League (Borussia Dortmund, Bayern Múnich y Barcelona)
- Mayor cantidad de goles anotados en una temporada de la Bundesliga (41 goles). El récord fue establecido en la temporada 2020-2021, superando el anterior registro de Gerd Müller (40 goles) que databa de la temporada 71-72.
- Mayor cantidad de goles anotados en la Bundesliga en un año natural: 43 goles en el año 2021.
- Mayor cantidad de goles anotados en una fase previa de la Eurocopa: 13 goles. (Récord compartido con David Healy). Récord europeo compartido.[89]
- Primer y único jugador en la historia de la Bundesliga en anotar 5 goles entrando de suplente. Récord alemán absoluto.[90]
- Primer jugador en convertir 4 goles en un partido de semifinales de la Liga de Campeones de la UEFA en el vigente formato (desde 1993 hasta la actualidad). Este registro fue realizado el 24 de abril de 2013, frente al Real Madrid Club de Fútbol. Récord europeo absoluto.[91]
- Jugador más rápido en convertir un triplete (3 goles) en la historia de la Bundesliga: 4 Minutos. Récord alemán absoluto.[90]
- Jugador más rápido en convertir un póquer (4 goles) en la historia de la Bundesliga: 6 Minutos. Récord alemán absoluto.[90]
- Jugador más rápido en convertir un repóquer (5 goles) en la historia de la Bundesliga: 9 Minutos. Récord alemán absoluto.[90]
- GWR (Guiness World Récord) al marcar 5 goles en 9 minutos al VfL Wolfsburg.[92]
- Jugador extranjero que menos partidos necesitó para marcar 100 goles en la Bundesliga: 168 partidos. Récord alemán absoluto.[93]
- Primer jugador en ganar los 3 torneos más importantes de Europa (Liga, Copa y Champions) en la misma temporada, siendo a su vez, el máximo goleador en las tres competiciones.[94]Récord absoluto